# Trial2 Women
Trial2 Women és la categoria secundària del campionat del món de trial femení a l'aire lliure. Instaurat el 2017 per la FIM, el campionat s'anomena oficialment FIM Women’s Trial2 World Cup i admet participants prèviament seleccionades en funció dels seus resultats la temporada anterior en categories inferiors o bé en la categoria superior, TrialGP Women, que no hagin estat pre-seleccionades per a aquell altre campionat.

## Historial
A 26 de novembre de 2024
| Edició | Any  | Campiona            | Motocicleta |
| ------ | ---- | ------------------- | ----------- |
| I      | 2017 | Neus Múrcia         | Beta        |
| II     | 2018 | Alex Brancati       | Beta        |
| III    | 2019 | Vivian Wachs        | TRRS        |
| IV     | 2020 | Naomi Monnier       | Beta        |
| V      | 2021 | Andrea Sofia Rabino | Beta        |
| VI     | 2022 | Denisa Pecháčková   | Beta        |
| VII    | 2023 | Alycia Soyer        | TRRS        |
| VIII   | 2024 | Martina Brandani    | Sherco      |